# Patricia Hall
Patricia Hall-Pritchett (ur. 16 października 1982) – jamajska lekkoatletka specjalizująca się w biegach na 400 i 400 metrów przez płotki.
Na początku międzynarodowej kariery zdobyła w 1998 złoto mistrzostw świata juniorów w biegu rozstawnym 4 × 400 metrów. Rok później była trzecia w biegu na 400 metrów przez płotki podczas mistrzostw świata juniorów młodszych. W pierwszych latach kariery odnosiła sukcesy na mistrzostwach panamerykańskich juniorów. Kolejne sukcesy osiągnęła dopiero w 2011 roku kiedy zdobyła trzy medale mistrzostw Ameryki Środkowej i Karaibów oraz wraz z koleżankami z reprezentacji zdobyła wicemistrzostwo świata w sztafecie 4 × 400 metrów. W 2013 startowała na mistrzostwach świata w Moskwie, na których dotarła do półfinałów na 200 i 400 metrów. W marcu 2014 roku zdobyła srebro na halowych mistrzostwach świata w biegu sztafetowym 4 x 400 m, ustanawiając w biegu finałowym wynikiem 3:26,54 halowy rekord kraju.

## Rekordy życiowe
- bieg na 200 metrów – 22,51 (19 maja 2013, São Paulo)
- bieg na 400 metrów – 50,71 (7 czerwca 2012, Oslo)
- bieg na 200 metrów (hala) – 22,88 (16 lutego 2012, Eaubonne)
- bieg na 300 metrów (hala) – 35,69 (14 lutego 2012, Liévin) halowy rekord Ameryki Północnej, 2. wynik w historii[1][2]
- bieg na 400 metrów (hala) – 51,66 (23 lutego 2012, Sztokholm)
- bieg na 400 metrów przez płotki – 57,65 (11 lipca 1999, Tampa)